# Corrupção
Corrupção (Portugiesisch für: Korruption) ist ein Polit-Thriller des portugiesischen Regisseurs João Botelho aus dem Jahr 2007. Der Regisseur lehnte nach zunehmenden Differenzen mit dem Produzenten die Endfassung des Films ab und zeichnete den Film nicht als sein Werk.
Es ist eine Adaption der 2006 erschienenen Enthüllungsbiografie Eu, Carolina von Carolina Salgado, in der sie aus ihrer Zeit als Geliebte des FC-Porto-Präsidenten Pinto da Costa berichtet. Das Buch, in dem sie auch von Pinto da Costas Verstrickungen und Korruptionverwicklungen berichtet, sorgte in Portugal für enormes Aufsehen.

## Handlung
Die alleinerziehende Sofia arbeitet tagsüber in einem Supermarkt und nachts in einer Animierbar, um ihre zwei Kinder großzuziehen. In der Bar verkehren hochgestellte Persönlichkeiten, darunter einflussreiche Funktionäre des portugiesischen Fußballs, Abgeordnete, Kommunalpolitiker, Polizisten und Richter.
Der Kripo-Kommissar Luís, der in seinen Anti-Korruptionsermittlungen ständig ausgebremst wird vom korrupten Richterpräsidenten, sieht in ihr eine Frau mit mehr Ausstrahlung und Intelligenz als die üblichen dort arbeitenden Damen und macht ihr ein so einfaches wie gefährliches Angebot: Sofia soll eine Affäre mit dem Präsidenten eines Vereins der Ersten Liga beginnen, um sein Vertrauen zu gewinnen und so seine Geheimnisse zu erfahren und ihm und seinen Seilschaften das Handwerk zu legen.
Ihre anfängliche Skepsis schwindet schnell, nachdem sie den nur als „Der Präsident“ bekannten Mann kennenlernt. Er ist einfühlsam, und sein Versprechen eines besseren Lebens lässt Sofia auch die Mahnungen von Luís vergessen. Sie lässt sich auf eine Affäre mit ihm ein und fühlt sich sicher mit dem mächtigen und zärtlichen Mann, so dass sie sich jetzt auch gegen eine Zusammenarbeit mit der Polizei und für ein sorgenloses Leben mit dem sehr viel älteren, aber mächtigen Mann entscheidet.
Als die Ermittler dem Vereinspräsidenten immer näher kommen und sich die Situation für ihn langsam zuspitzt, trifft er einige Vorkehrungen und hält nun auch Sofia zunehmend auf Distanz, um seine Geschäfte weiter so geheim wie möglich zu halten. Sofia fühlt sich nun zunehmend zurückgestellt und wird vom Präsidenten immer stärker unter Drogen gesetzt. Sofia fürchtet jetzt immer häufiger um ihr Leben und das ihrer beiden Töchter.
Als sie in einem der immer selteneren hellen Momente sich dem Präsidenten und seinen Begleitern entgegenstellt, wird sie verprügelt und aus dem Haus geworfen. Daraufhin geht sie zu Kommissar Luís, bereit, alles auszusagen, was sie über den Präsidenten weiß, und die rechtlichen Instanzen nehmen schließlich ihren Weg auf.
Sofia entschließt sich, in einem Buch alles zu veröffentlichen, unterstützt von Luís, um ihre Erfahrungen aufzuarbeiten, aber auch, um öffentlichen Druck auszulösen. Nach anfänglichen Problemen, einen Verlag zu finden, und entgegen dem weitreichenden Einfluss des Vereinspräsidenten, gelingt ihr die Veröffentlichung. Das Buch wird ein großer Bestseller und löst ein großes mediales Interesse aus. Die öffentliche Meinung stellt sich schnell gegen den Vereinspräsidenten, und seine Vertrauten in der Politik rücken von ihm ab. Nachdem nun alles in die Wege geleitet ist, kommen sich Sofia und Luís näher und entfliehen zusammen der Öffentlichkeit in Portugal durch eine Reise.

## Produktion
Der Film wurde von Utopia Azul (Utopia Filmes) produziert, gedreht wurde vom 29. Juli bis zum 11. September 2007 in Porto, Lissabon, Aroeira (Gemeinde Charneca de Caparica), Peniche, Seixal und im nordspanischen Santiago de Compostela.
Regisseur Botelho und Produzent Valente entwickelten im Laufe der Produktion unterschiedliche Vorstellungen von dem Film und am Ende erschien er nicht in Botelhos Schnittversion, sondern in einer anderen, von Valente geprägten Version. Botelho zeigte sich am Ende so verärgert über seinen schwindenden Einfluss auf den Film, dass er nicht die Verantwortung für die am Ende veröffentlichte Version übernehmen wollte und sich weigerte, als Regisseur des Films genannt zu werden.

## Rezeption
Nach einer Vorpremiere am 31. Oktober 2007 im Freeport Outlet Alcochete kam der Film am 1. November 2007 in die portugiesischen Kinos, wo er mit über 230.000 Besuchern ein großer Erfolg wurde (auch 15 Jahre später noch unter der zehn erfolgreichsten portugiesischen Kinofilmen seit 2004).
Er wurde beim Detective Film Festival in Moskau 2008 als bester Film in der Kategorie Dirty Money ausgezeichnet und war in Portugal bei den Globos de Ouro 2008 für die beste weibliche und beste männliche Hauptrolle nominiert.
Der Film erschien 2008 in Portugal bei Bworld als DVD.